# Wildbach (Hirschbach)
Der Wildbach ist ein Bach im Landkreis Oberallgäu. Er ist ein Zufluss des Hirschbaches in der Gemeinde Bad Hindelang in Bayern.

## Geographie
Quellbach des Wildbachs ist der Gundbach, der mit zahlreichen anderen Bächen an den Nordhängen des Iselers entspringt. Die wichtigsten von diesen Bächen sind der Ochsenbergbach und der Gsendbach, die mit die Weideflächen Ochsenberg und Wiedhagen entwässern. Ab dem Dorf Oberjoch wird der Bach als Wildbach bezeichnet. Er fließt nun durch den steilen Wildbachtobel 300 Höhenmeter nach unten ins Ostrachtal. Dort durchfließt er Bad Oberdorf, ehe er im Hirschbachwäldchen in den Hirschbach mündet. Dieser mündet einen Kilometer weiter in die Ostrach.

## Geschichte
Schon 1641 wurde angeordnet, dass die Bachanrainer des Wildbachs Vorkehrungen gegen Hochwasser ergreifen sollten. Seit 1680 wurden sechzehn Hochwasserereignisse gezählt, die nach Schneeschmelze oder Starkregen in Bad Oberdorf teils katastrophale Schäden anrichteten. 1695 legten die Dorfbewohner ein Gelübde ab, um vom Dorfpatron Jodokus Schutz zu erflehen. Seitdem wird im Dorf um den 25. Januar jährlich ein Bachfeiertag mit Gottesdienst und Bittprozession gefeiert. Nach einem weiteren Hochwasser 1851 begann der Ausbau des bis dahin unregulierten Bachbetts. Die Bachsohle wurde dabei tiefergelegt und die Ufer wurden erstmals befestigt. Dennoch kam es 1901 und 1924 zu weiteren Überschwemmungen. Erst durch einen weiteren Ausbau von 1976 bis 1978 wurde die Hochwassergefahr weiter gebannt. Dabei wurde der Bach ab dem Unterlauf des Wildbachtobels teils kanalisiert oder mit Dämmen versehen. Am südlichen Ortsrand von Bad Oberdorf wurde der vom Wildbach durchflossene Schanzpark mit Kneippanlage und Konzertpavillon angelegt. In dem Park befindet sich ein Gedenkstein an die Hochwasserereignisse und an den Ausbau des Baches zum Hochwasserschutz.

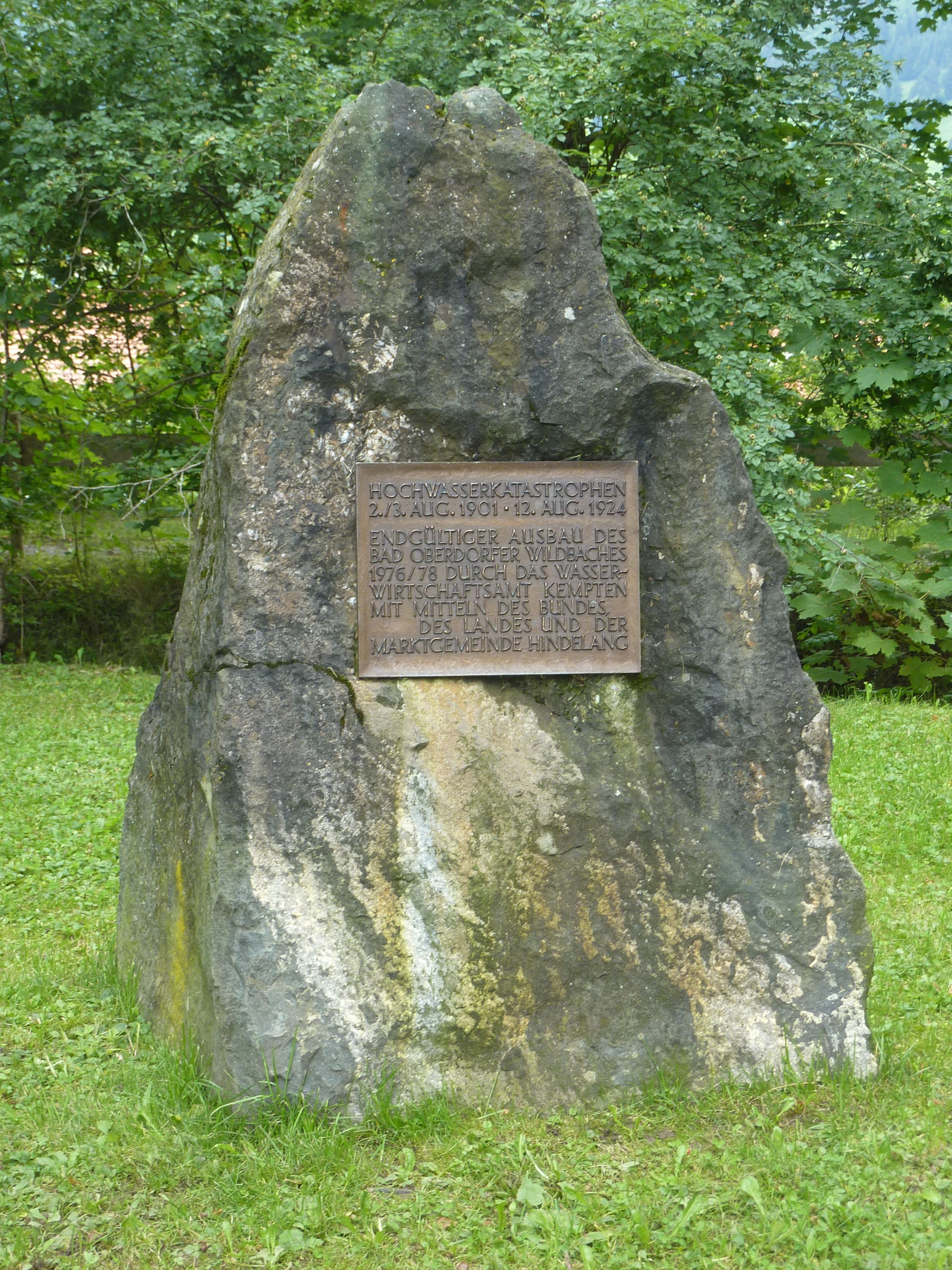
Gedenkstein im Schanzpark